# Parosphromenus filamentosus
Parosphromenus filamentosus — тропічний прісноводний вид риб з родини осфронемових (Osphronemidae), підродина макроподових (Macropodusinae).

## Опис
Максимальна загальна довжина 4,5 см.
Разом із P.  deissneri, P. quindecim і P. paludicola цей вид належить до числа паросфроменів з особливо довгим спинним плавцем. У спинному плавці 12-13 твердих і 6-7 м'яких променів (всього 18-20), в анальному 11-12 твердих і 10 м'яких (всього 21-22). Центральні промені хвостового плавця подовжені голкою. Черевні плавці з довгими нитками. У бічній лінії 29-30 лусок.
Забарвлення тіла складається з горизонтальних коричнево-чорних та кремово-білих смуг, що чергуються. Хвостовий плавець має характерне забарвлення, яке не зустрічається в жодного з інших видів паросфроменів: вся внутрішня область коричнева або червона, вона обмежена чорною рамкою, а край плавця біло-блакитний. Ці кольори повторюються на спинному та анальному плавцях: біля основи вони коричневі або червоні (в окремих популяцій додається ще й синьо-зелений колір), а ближче до краю чорні з біло-блакитною або зеленкувато-блакитною облямівкою. Черевні плавці синьо-зелені.
Самки менші, повніші й не такі барвисті, як самці. В період нересту вони демонструють характерне для представниць роду бліде забарвлення, але на непарних плавцях помітні кольорові краї.
Ризик сплутати цей вид з іншими паросфроменами дуже низький, оскільки самців можна легко впізнати за формою та забарвленням хвостового плавця. Навіть самок можна добре відрізнити за формою хвостового плавця, довгим в основі спинним плавцем та часто слабким кольоровим малюнком на спинному та анальному плавцях.

## Поширення
P. filamentosus поширений в Індонезії, на острові Калімантан. Відомий з джунглів в околицях Банджармасіна (провінція Південний Калімантан) та з Таміанг-Лаянг (індонез. Tamiang Layang) в провінції Центральний Калімантан; також був зафіксований у районі Букіт-Ґелаґа (індонез. Bukit Gelaga). Як і для більшості інших паросфроменів, точні межі ареалу виду невідомі. Територія поширення виду оцінюється в 12 км², а загальна площа ареалу в 4324 км².
Уважається, що P. filamentosus мешкає лише в «чорних водах», пов'язаних з торфовищами. Параметри води: pH 5,0-7,2; dH до 15; температура 21-28 °C.
Нинішні тенденції чисельності популяції виду невідомі. Загроза існуванню, ймовірно, є дуже високою, оскільки в районі Банджармасіну відбувається масштабне знищення лісових масивів.

## Розмноження
Під час нересту самці будують у печерах гнізда з бульбашок. У порівнянні з іншими представниками роду, їхні гнізда є великими, відносно великою є й кладка. Для побудови гнізда самець кілька разів хапає повітря з поверхні води. Самець залицяється головою донизу.

## Утримання в акваріумі
У продажу вид з'являється рідко, але час від часу він все-таки імпортується з Індонезії.
Особливих умов до утримання P. filamentosus не висуває. Він належить до числа найменш вибагливих видів паросфроменів, його можна рекомендувати навіть людям, які мають мало досвіду в утриманні цих риб.
Умови розмноження: 5 ºdH, рН 6, температура 26 °C. Самка відкладає до 200 ікринок, але зазвичай їх буває 50-70. Після того, як мальки починають вільно плавати, вони стають легкою здобиччю для своїх батьків.